# Щиголівка (Погоженська сільрада)
Щиголівка (рос. Щиголевка) — хутір в Тимському районі Курської області Російської Федерації.
Населення становить 45 осіб. Входить до складу муніципального утворення Погоженська сільрада.

## Історія
Населений пункт розташований на території українського етнічного та культурного краю Східна Слобожанщина.
Від 2004 року входить до складу муніципального утворення Погоженська сільрада.

## Населення
| 2002 | 2010 |
| ---- | ---- |
| 51   | ↘45  |